# Санс, Мигель
Мигель Санс Сесма (баск. Miguel Sanz Sesma; род. 16 сентября 1952, Корелья, Наварра, Испания) — испанский политик. Председатель правительства Наварры (1996—2011), лидер Союза наваррского народа в 1990-х—2000-х годах.

## Биография
Родился 16 сентября 1952 года в Корелья, Наварра, Испания. Окончил факультет преподавания Университет Наварры, позже изучал бизнес-науки и программу общего менеджмента в бизнес-школе Наваррского университета.
В 1983 и 1987 годах избирался мэром Корельи. С 1991 по 1995 год был заместителем председателя правительства Наварры при Хуане Крусе Альи. Из-за скандалов Отано отказался от поста председателя правительства в 1996 году, а его должность занял Мигель Санс, поскольку он имел наибольшее количество голосов в списке. Он оставался на той же должности до 2011 года, выиграв выборы 1999, 2003 и 2007 годов.

## Критика
Санс выступает за временную отмену Положения 4 испанской конституции для Наварры, чтобы Наварра оставалась автономным сообществом и не могла присоединиться к Баскскому автономному сообществу.
Сторонник нынешнего лингвистического разделения, отвергая официальный статус баскского языка и ограничивая его севером Наварры, где этот язык в настоящее время является официальным.
23 июля 2003 года Мигель Санс заявил, что школы Наварры, в которых преподают историю Страны Басков, должны быть наказаны. В 2010 году Совет по образованию отказался от финансовой поддержки пяти издателей, поскольку они показывали Наварру в Стране Басков вместе с Алавой, Бискайей, Гипускоа, Лапурди, Нижней Наваррой и Зуберо.
Приравнял Баскская националистическая партия к ЭТА.